# 三宣六慰
三宣六慰中的三宣指南甸宣抚司、干崖宣抚司、陇川宣抚司，六慰是車里宣慰司、缅甸宣慰司、木邦宣慰司、八百大甸宣慰司、孟养宣慰司、老挝宣慰司。是明朝在中国西南地区和中南半岛设置的管辖机构统称。其范围包括中国国内的云南西南地区，还有今缅甸北部。